# Lake Wisely
Der Lake Wisely ist ein Gebirgssee im Southland District der Region Southland auf der Südinsel von Neuseeland.

## Namensherkunft
Seinen Namen erhielt der See im Jahr 1953 nach dem Zoologen der University of Canterbury, H. B. Wisely, der von Januar bis Februar des Jahres 1953 an der Fiordland-Expedition des Canterbury Museum teilgenommen hat.

## Geographie
Der Lake Wisely befindet sich auf einer Höhe von 1005 m in den Murchison Mountains, rund 2,15 km nordöstlich des Lake Duncan und rund 4,36 km nordnordöstlich des Lake Te Au. Der See besitzt eine Flächenausdehnung von 44,3 Hektar und einen Seeumfang von rund 3,59 km. Das Gewässer erstreckt sich über rund 1,3 km in Nordnordost-Südsüdwest-Richtung und misst an seiner breitesten Stelle rund 550 m in Westnordwest-Ostsüdost-Richtung.
Gespeist wird der Lake Wisely von verschiedenen Gebirgsbächen. Die Entwässerung findet hingegen an seinem südwestlich Ende über den Wisely Burn statt, der rund 1 Flusskilometer hinter den Wisely Falls in den Lake Duncan mündet.